# Guibor
Pour l’article ayant un titre homophone, voir Guibord.
Guibor est un family office créé en 1988 par Dominique Romano, spécialisé dans l'immobilier, l’art, le capital développement et le capital-risque.
Son portefeuille est réparti entre divers investissements en France et à l'étranger.

## Historique
Créée en 1988 par le franco-israélien Dominique Romano, Guibor est une société spécialisée dans l’investissement plurisectoriel. 
En 2002, Dominique Romano participe notamment au financement de Vente-privee.com, Guibor possédant alors un peu plus de 10 % du site de ventes en ligne pour un montant de 100 000 euros, l’intégralité de la participation est revendue en 2013 au Qatar pour une somme de 100 millions d’euros, soit 1000 fois l’argent investi au départ.
En parallèle, la société investit principalement en immobilier et en capital développement. Dominique Romano possède également Omega 26 Investments Ltd basé à Paris à la même adresse que Guibor.

### Délit d'initié
En 2015, Guibor se retrouve au cœur d'un délit d'initié à la bourse de New York sur de grandes entreprises américaines,, durant depuis plusieurs années,. La connaissance à l'avance des résultats des entreprises permettant à Guibor de spéculer à la hausse ou à la baisse. La spéculation est effectuée pour le compte de Guibor et non pour ses clients. Une trentaine de courtiers de toutes nationalités sont impliqués, dont les sociétés françaises Omega 26 Investments Ltd et Guibor SA. La Securities and Exchange Commission (SEC) accuse Guibor SA d'avoir réalisé 3,5 millions de bénéfices sur plusieurs dizaines de délits d'initiés,. Finalement, Guibor paye plusieurs millions de dollars dans une transaction avec la SEC, mettant ainsi fin aux poursuites.

## Participations
Guibor a participé au développement d’un portefeuille d’activités varié : Hôtellerie, Restauration, Industrie, Innovation et Services.
Les participations de Guibor sont réparties entre les sociétés suivantes : Ethical Coffee Company depuis 2009 qui commercialise des dosettes de café, We Are TV SA (environ un quart du capital), SPQR Capital Tech Opportunity Fund, Cybergun dont Dominique Romano devient administrateur,, NovéUp, Agorastore, MyPhotoAgency, Remix, et MesDépanneurs.fr (racheté en novembre 2017 par Engie).
En novembre 2017, Guibor investit dans Chefclub, une start-up qui produit et diffuse des vidéos de recettes de cuisine sur les réseaux sociaux. 